# Сёстры Гримм
«Сёстры Гримм» (англ. The Sisters Grimm) — серия романов в жанре фэнтези американского писателя Майкла Бакли с иллюстрациями Питера Фергюсона; «Сёстры Гримм» — первое литературное произведение Майкла Бакли. Серия содержит девять книг.

## Сюжет
Сабрина Гримм (11-12 лет) и её сестра Дафна (7 лет) после загадочного исчезновения родителей, в конце концов, оказываются у своей давно потерянной бабушки Рельды. Она рассказывает им, что они — потомки знаменитого Вильгельма Гримма. Кроме того, персонажи сказок на самом деле существуют, когда-то Вильгельм Гримм перевёз большинство из них из Европы в тогда ещё незаселённую Америку.
Эти персонажи (сами себя они называют вечножителями) заточены мощным заклятьем в провинциальном американском городке Феррипорт-Лэндинге, и некоторым из них это не нравится. Поэтому была организована таинственная группа вечножителей — «Алая Рука». Она-то и похитила родителей Сабрины и Дафны, в её планах и последующее завоевание мира…
Сабрина и Дафна должны найти родителей и остановить деятельность «Алой Руки», пока не будет слишком поздно.

## Персонажи

### Гриммы

#### Родственники
- Сабрина Гримм, старшая из сестёр Гримм. В романе «Загадка волшебного зеркала» ей исполняется двенадцать. Она очень хорошенькая — с ясными голубыми глазами и длинными светлыми волосами. Однако у неё сложный характер, в частности, она отличается упрямством и недоверчивостью. Она влюбляется в одного из вечножителей, Пака, хотя и не хочет в этом признаваться.
- Дафна Гримм, младшая из сестёр Гримм. Она жизнерадостная девочка, любит вкусно покушать и обожает расследовать сказочные преступления. В шестой книге сериала она решает стать большой, для чего наряжается в платье сестры, красит губы блеском, пытается отучиться от детских привычек и всюду носит с собой словарь для проверки незнакомых ей слов. В девятой книге вступает в союз волшебниц Феррипорт-Лэндинга. Позже (после многолетних поисков истинного возлюбленного) выходит замуж. За кого — не сказано. У неё рождаются двойняшки.
- Вероника Гримм, мать сестёр Гримм. Тайком от мужа занималась расследованиями дел вечножителей в Нью-Йорке, за что заслужила уважение последних. Два года пробыла под сонными чарами, пока не была разбужена мужем в седьмой книге сериала.
- Генри Гримм, отец сестёр Гримм. После гибели своего отца не желал иметь дела с вечножителями. Два года пробыл заколдованным, пока Гриммы не сумели разрушить сонное заклятье. В седьмой книге сериала он пытается увезти дочерей из Феррипорт-Лэндинга в Нью-Йорк, но у него это не выходит. Сабрина убеждает его остаться в городке хотя бы на время войны с Алой Рукой, но он по-прежнему недолюбливает вечножителей.
- Джейк Гримм, младший брат Генри. После гибели отца уезжает из Феррипорт-Лэндинга, возвращается в романе «Меч чёрного рыцаря». Активно участвует в выслеживании членов Алой Руки. Влюбляется в принцессу Шиповничек (Спящую Красавицу).
- Рельда Гримм, мать Генри и Джейка. Вдова. Для своего возраста очень жизнелюбивая и даже воинственная.
- Базиль-младший, похищенный Алой Рукой полуторагодовалый братик Сабрины и Дафны. Вероника родила его, находясь под сонным заклятьем. Его возвращают в лоно семьи в восьмой книге и называют в честь дедушки, мужа Рельды.

#### Принятые в семью
- Пак, эльф из пьесы Шекспира «Сон в летнюю ночь». Был изгнан из Волшебной страны в Феррипорт-Лэндинг за отказ жениться на фее Мотылёк. Называет себя самым главным злодеем на свете, но в переделках всегда спасает положение.
- Мистер Канис (Тобиас Клэй), дровосек, которого бабушка Красной Шапочки превратила в Серого волка. Был избавлен от волчьего естества в шестой книге. Преданный защитник Рельды Гримм. Приёмный отец Красной Шапочки. Пишет имена Гриммов в Книге вечножителей, чтобы Гриммы сами стали сказочными героями.
- Красная Шапочка, излечившаяся благодаря Гриммам от буйного помешательства. Скромная и застенчивая, стыдится своего прошлого. В девятой книге для спасения Гриммов сама превращается в Серого волка, но в мирное время способна сдерживать в себе волчье естество.
- Эльвис, датский дог, любимец Дафны.

### Дружественные вечножители
- Спящая Красавица (принцесса Шиповничек), владелица кофейни, невеста Джейка Гримма. Погибла в седьмой книге сериала, защищая Джейка от дракона.
- Уильям Шарманьяк, прекрасный принц, бывший мэр Феррипорт-Лэндинга. Обладает неприятным характером, разводился с более чем дюжиной спасённых им же сказочных принцесс, потому что всегда любил одну Белоснежку.
- Белоснежка, невеста Шарманьяка, добрая и ласковая женщина. В целях самозащиты в Феррипорт-Лэндинге выучилась восточным боевым искусствам и обучает им Сабрину, Дафну и Пака. В девятой книге была избрана новым мэром Феррипорт-Лэндинга.
- Банни Ланкастер, она же Злая королева, мать Белоснежки (и фактически Зерцала). Чтобы спасти дочь от злого принца Аттикуса, сама притворилась злодейкой. В девятой книге отдала Бабе Яге свои глаза, чтобы Баба Яга согласилась помогать Гриммам, и с тех пор ходит с волком-поводырём.
- Свинсон, Хрякман и Свиндус, они же Три поросёнка, полицейские и архитекторы. Свинсон в «Загадочном убийстве» женится и уезжает в свадебное путешествие.
- Бесс, корова, перепрыгнувшая луну, певица в Нью-Йорке. Вышла замуж за Свинсона. У них родилось много детей.
- Оберон и Титания, родители Пака, король и королева эльфов. Титания — справедливая и разумная, Оберон — жестокий узурпатор. В романе «Загадочное убийство» Оберона убивает принцесса Мотылёк.
- Горчичное Зерно, младший брат Пака. После смерти Оберона Пак отказался от трона в его пользу. В отличие от Пака, Горчичное Зерно вежлив и чистоплотен.
- Паутинка, эльфийский лекарь. Был неоправданно подозреваем в убийстве Оберона.
- Фея Мотылёк, убийца Оберона, относится к людям враждебно, но не состоит в Алой Руке. Бывшая невеста Пака. Пыталась убить Сабрину.
- Мистер Гамельн со всей семьёй, Гамельнский крысолов, директор начальной школы. Помогает Сёстрам Гримм одолеть Румпельштильцхена.
- Семёрка, один из семи гномов, лакей Шарманьяка. Позже командует армией Шарманьяка, женится на Моргане ле Фэй, но вскоре после свадьбы погибает.
- Красавица (из «Красавицы и чудовища»), развелась с мужем из-за того, что он вступил в Алую Руку. Обладает даром гипноза. У неё есть дочка-подросток Натали, умеющая превращаться в чудовище.
- Золушка, по любви вышла замуж за старика, ведущая радиопрограммы.
- Все герои легенд о короле Артуре. Об их современных профессиях не известно почти ничего, в восьмой книге встречается упоминание о том, что Ланселот стал пожарным.
- Робин Гуд, в наши дни — адвокат, но по-прежнему злейший враг шерифа Ноттингемского.
- Джепетто, в наши дни — владелец игрушечного магазина. Погиб в девятой книге.
- Пиноккио, его сын, некоторое время состоял в Алой Руке, но потом всё же перешёл на сторону Гриммов.
- Страшила, туповатый, но готовый помочь библиотекарь.
- Златовласка, героиня «Трёх медведей», бывшая невеста Генри Гримма. Генри бросил её после гибели отца. В девятой книге, через 13 лет после победы с Алой Рукой, нашла себе другого жениха.
- Редактор Книги вечножителей. В Книге вечножителей записаны все сказки на свете таким образом, что при желании их можно изменить. За этим и следит Редактор. В восьмой книге сериала в измерение Книги вторгаются Алая Рука и Сёстры Гримм, таким образом вовлекая себя в стычки с Редактором.

### Члены Алой Руки
- Зерцало, хранитель волшебного зеркала злой королевы. До конца седьмой книги прикидывался другом Гриммов. Организатор и предводитель Алой Руки. В девятой книге раскаялся.
- Принц Аттикус, брат Шарманьяка и бывший жених Белоснежки. Был заключён в Книге вечножителей, пока по стечению обстоятельств не вырвался на свободу. Убит Белоснежкой в девятой книге.
- Королева Червей, героиня «Алисы в стране чудес», новый мэр Феррипорт-Лэндинга. Установила гигантские налоги для людей, чтобы выгнать их из городка.
- Ноттингем, шериф Феррипорт-Лэндинга, верный спутник Королевы Червей.
- Семья Арахнидов — мисс Маффет, её муж-паук и сын Тоби. Мисс Маффет — героиня одноимённого стишка из «Рифм Матушки Гусыни».
- Волшебник из страны Оз, выдавал себя за друга Гриммов. Похитил Генри и Веронику.
- Глинда, фея из сказок об Изумрудном городе, бывшая сотрудница Шарманьяка.
- Безумный Шляпник, поставлен Королевой Червей на должность судьи, хотя совершенно невменяем. Члены Алой Руки вынудили его приговорить мистера Каниса к повешению.
- Синяя Борода, обвинитель мистера Каниса. Хотел жениться на Белоснежке, получив отказ, чуть не убил её, но сам был заколот Шарманьяком.
- Джек, победитель великанов, мечтая о возвращении былой славы, вызвал сотню великанов в Феррипорт-Лэндинг на битву и был ими побеждён в первой книге. Некоторое время прикидывался другом Гриммов.

## Книги серии
- «The Fairy-Tale Detectives» (букв. «Сказочный детектив»; офиц. рус. название — «Сказочный переполох») 2005 г. ISBN 0-8109-5925-9

Сёстры Гримм приезжают в Феррипорт-Лэндинг и узнают, что их родители похищены Алой Рукой. Они спасают городок от загадочным образом появившегося там великана.
- «The Unusual Suspects» (букв. «Необыкновенные подозреваемые»; офиц. рус. название — «Тайна Алой Руки») 2005 г. ISBN 0-8109-5926-7

Сёстры Гримм и Пак расследуют убийство учителя начальной школы гигантским пауком. В этом им помогает сын Гамельнского крысолова, насмотревшийся детективных сериалов.
- «The Problem Child» (букв. «Проблемный ребёнок»; офиц. рус. название — «Меч Чёрного рыцаря») 2006 г. ISBN 0-8109-4914-8

Сёстры Гримм и Пак выслеживают двух членов Алой Руки — помешанную Красную Шапочку и её ручного Бармаглота, разрушающих город. В битве с Бармаглотом теряет крылья Пак, и сёстры должны найти способ довезти его до его родной Волшебной страны.
- «Once Upon a Crime» (букв. «Однажды оступившись»; офиц. рус. название — «Загадочное убийство») 2007 г. ISBN 0-8109-1610-X

Сёстры Гримм разыскивают вход в Волшебную страну и знакомятся с эльфийской королевской семьёй. Но едва они успевают это сделать, как короля Оберона, отца Пака, находят мёртвым в его комнате, и безутешная королева Титания умоляет сестёр Гримм найти убийцу.
- «Magic and Other Misdemeanors» (букв. «Магия и другие проступки»; офиц. рус. название — «Загадка волшебного зеркала») 2007 г. ISBN 0-8109-9358-9

Сёстры Гримм и Пак, снова живущие в Феррипорт-Лэндинге, узнают о таинственных кражах ценных волшебных вещей. Из-за этих краж по всему городу возникают временные дыры, город наводняют пришельцы из будущего и прошлого, и долг сестёр Гримм — отыскать вора.
- «Tales from the Hood» (букв. «Сказки красной Шапочки») 2007 г. ISBN 0-8109-9478-X

Алая Рука арестовывает мистера Каниса за убийство бабушки Красной Шапочки. Сёстры Гримм и Пак должны доказать, что виновно лишь волчье естество мистера Каниса, но не он сам. Им помогают самые неожиданные свидетели — например, всё ещё безумная Красная Шапочка.

### Не переведённые на русский язык
- «The Everafter War» (букв. «Война Вечножителей») 2009 г. ISBN 0-8109-8355-9

Родителей сестёр Гримм удаётся найти и освободить от чар, но счастье семьи длится недолго. Уже явно начинается война с Алой Рукой, и сёстры Гримм и Пак обязаны наконец-то узнать, кто же — лидер этой страшной организации.
- «The Inside Story» (букв. «Тайная история») 2010 г. ISBN 0-8109-8430-X

Сёстры Гримм и Пак узнают, что глава Алой Руки похитил маленького братика сестёр Гримм, чтобы принять его облик. Для этого он отправляется в другой мир — Книгу вечножителей, где можно изменить сюжеты сказок. Сёстры Гримм и Пак бросаются в погоню за ним.
- «The Council of Mirrors» (букв. «Совет зеркал») 2012 г. ISBN 978-1-4197-0186-3

На помощь сёстрам Гримм и Паку приходит Королева из «Белоснежки и семи гномов»: она восстанавливает все ранее разбитые волшебные зеркала и собирает из них Совет. Этот Совет, знающий всё, предсказывает, что глава Алой Руки непобедим — его может одолеть только Сабрина Гримм.

## Оценка критиками
«Сёстры Гримм» являются бестселлером New York Times , а также лауреатом премий Oppenheim Toy Portfolio Platinum Award и Kirkus Best Fantasy Book award.

## Интересные факты
- Оригинальные названия большинства романов так или иначе намекают на известные фильмы в детективном жанре (Обыкновенные подозреваемые) либо на кинокомедии с элементами детектива (Трудный ребёнок, Однажды преступив закон).